# Улас Самчук (монета)
«Ула́с Самчу́к» — ювілейна монета номіналом 2 гривні, випущена Національним банком України. Присвячена 100-річчю від дня народження українського письменника Уласа Самчука, який народився у с. Дермань Рівненської обл., але творив на чужині. Серед майстрів української прози ХХ століття постать Уласа Олексійовича чи не найсамобутніша. Він є автором спогадів, роману-трилогії «Волинь», повісті «Марія», п'єс «Слухайте, слухайте! Говорить Москва», «Шумлять жорна» тощо.
Монету введено в обіг 26 січня 2005 року. Вона належить до серії «Видатні особистості України».

## Опис та характеристики монети
| Номінал грн. | Метал      | Маса, грам | Діаметр, мм. | Якість виготовлення | Гурт     | Тираж, штук |
| ------------ | ---------- | ---------- | ------------ | ------------------- | -------- | ----------- |
| 2            | нейзильбер | 12,8       | 31           | анциркулейтед       | рифлений | 20 000      |

### Аверс
На аверсі монети зображено стилізовану під оформлення перших видань письменника композицію — книги, обабіч яких — вершники. Угорі розміщено малий Державний Герб України, під ним напис «УКРАЇНА», унизу — «2/ГРИВНІ/2005» та логотип Монетного двору Національного банку України.

### Реверс
На реверсі монети розміщено стилізований під гравюру портрет Уласа Самчука, праворуч і ліворуч якого — стилізовані квітки, унизу розміщено написи «1905—1987» «УЛАС САМЧУК».

## Автори

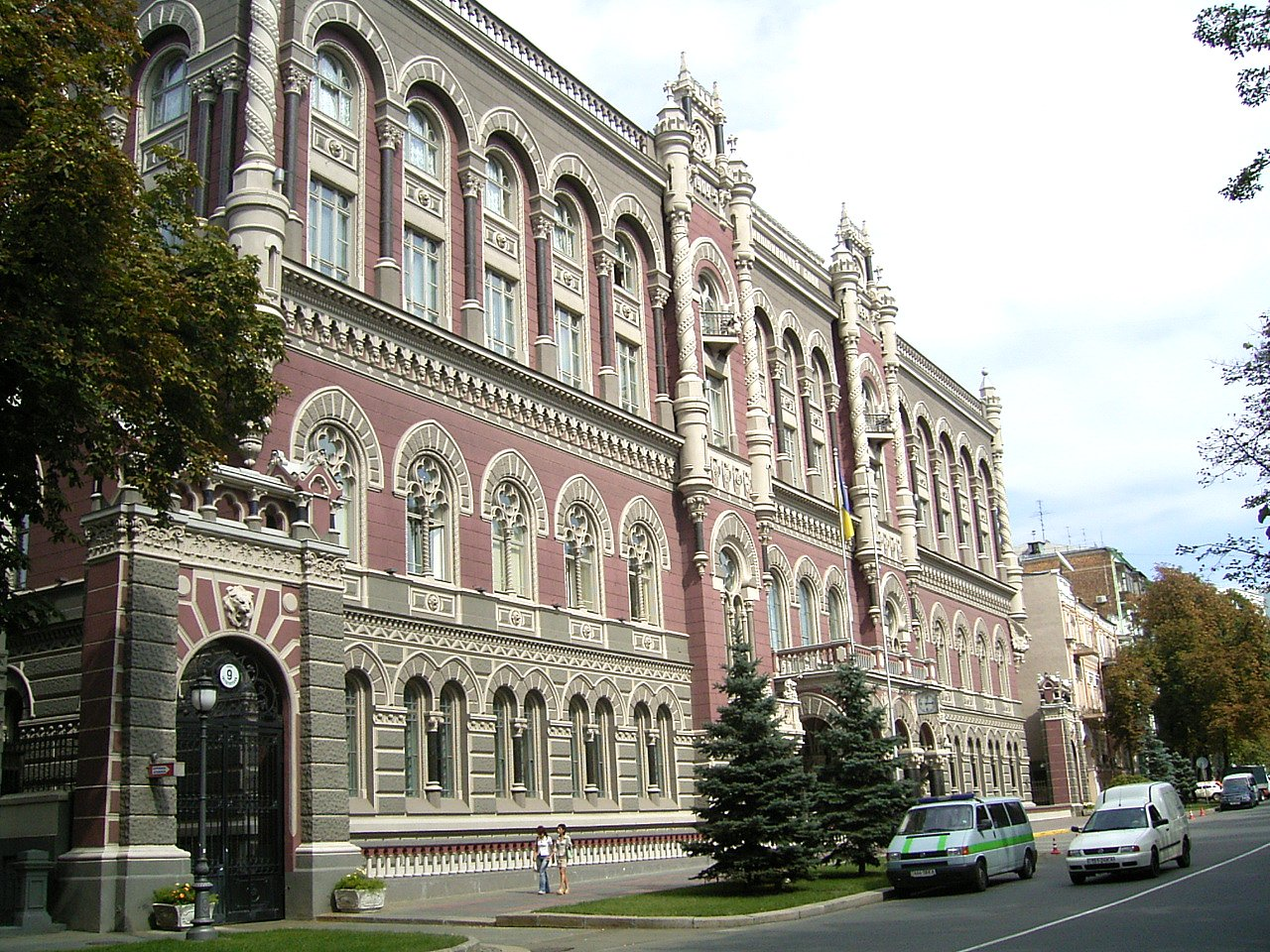
Будівля Національного банку України

- Художники: Таран Володимир, Харук Олександр, Харук Сергій.
- Скульптор — Чайковський Роман.

## Вартість монети
Ціна монети — 15 гривень, була зазначена на сайті Національного банку України 2011 року.
Фактична приблизна вартість монети з роками змінювалася так:
| Рік        | 2010 | 2011 | 2012 | 2013 | 2014 | 2015 | 2016 | 2017 | 2018 | 2019 | 2020 | 2021 | 2022 | 2023 | 2024 | 2025 |
| ---------- | ---- | ---- | ---- | ---- | ---- | ---- | ---- | ---- | ---- | ---- | ---- | ---- | ---- | ---- | ---- | ---- |
| Ціна, грн. | 35   | 35   | 35   | 35   | 50   | 70   | 135  | 240  | 215  | 205  | 200  | 200  | 210  | 300  | 420  | 650  |